# Harzungen
Harzungen est une ancienne commune d'Allemagne où se trouvait, pendant la Seconde Guerre mondiale, un Kommando de Dora, lui-même ancien Kommando de Buchenwald, situé à 10 kilomètres de Nordhausen.
Le camp de Harzungen est achevé en juin 1944. L'effectif du camp est de 4 000 détenus.
Le camp est constitué de deux blocs pour les gardiens, deux blocs pour le revier et dix blocs pour les détenus. La construction du camp a commencé en avril par des Tziganes, puis les rejoignent des Polonais, des Russes, des Français. Les détenus sont gardés dans les débuts par des membres de la division Totenkopf (SS) puis par la Luftwaffe.
Les prisonniers travaillent sur des chantiers éloignés. Ils sont soit remorqués par des tracteurs soit en train. À partir de février 1945, à la suite de la désorganisation, ils doivent rejoindre leur chantiers à pied par marche forcée.
L'ordre d'évacuation est donné le 5 avril. Une partie des détenus sont évacués à pieds, ce sont les marches de la mort. La deuxième partie des détenus partent en train, soit en wagon fermé soit sur des plateformes, jusqu'à Bergen Belsen qu'ils atteindront le 10 avril ; les Alliés n'arriveront que le 15 avril à Bergen Belsen. 